# 刘念春
刘念春（1948年4月28日—），中国异议人士，现时旅居美国纽约。原北京师范学院学生，1979年参加西单民主墙运动。1981年因“反革命宣传煽动罪”判刑3年。1994年因在北京参与“劳动者权利保障同盟”被羁押。1996年7月被北京市人民政府判处劳教3年。1998年获准保外就医，与家人赴美。 
2008年3月，《北京之春》4月号上，刘念春与王丹、杨建利、胡平、郭罗基、陳一諮、吾尔开希、张伟国、刘刚、陈小平、吴仁华、傅申奇、易改、蔡桂华、魏泉宝、王军涛十六人联名，向中国外交部发出公开信。要求政府依照宪法和法律，以及对国际社会的义务，恢复或者延期他们的中国护照，可以自由进出国境、行使公民权利。